# Чаба Букта
Чаба Букта (угор. Csaba Bukta, нар. 25 липня 2001, Терексентміклош, Угорщина) — угорський футболіст, вінгер австрійського клубу «Альтах».

## Ігрова кар'єра

### Клубна
Чаба Букта почав займатися футболом у рідному містечку Терексентміклош. Згодом він приєднався до молодіжної команди клубу «Дебрецен». А у 2017 році футболіст перебрався до сусідньої Австрії, де продовжив кар'єру у молодіжній команді «Ред Булл» з Зальцбурга.
Але стати гравцем першої команди Букта не зумів, провівши три сезони у фарм - клубі «Ред Булла» - «Ліферінгу». У січні 2021 року Букта був відправлений в оренду у клуб Бундесліги «Альтах». По завершенні терміну оренди, влітку 2021 року Букта підписав з клубом повноцінний контракт до червня 2024 року.

### Збірна
У 2021 році у складі молодіжної збірної Угорщини Чаба Букта брав участь у домашньому чемпіонаті Європи серед молодіжних команд. Провів на турнірі два матчі.